# Isac Lidberg
Isac Lidberg (Stoccolma, 8 settembre 1998) è un calciatore svedese, attaccante del Darmstadt.

## Caratteristiche tecniche
È un centravanti.

## Carriera

### Club
Prodotto del settore giovanile dell'Hammarby, debutta in prima squadra il 13 luglio 2015 in occasione dell'incontro di Allsvenskan vinto 3-0 contro il Falkenberg.
L'11 gennaio 2018 è stato ingaggiato dai norvegesi dello Start, a cui si è legato con un contratto valido fino al 31 dicembre 2020. Il 4 marzo successivo è passato al Jerv con la formula del prestito, valido fino al 1º agosto. L'8 aprile ha quindi esordito con questa maglia, subentrando ad Aram Khalili nel pareggio casalingo per 1-1 contro l'Ullensaker/Kisa. Il 17 giugno seguente ha realizzato il primo gol, nella sconfitta per 3-2 contro il Florø.
Tornato allo Start, il 15 agosto 2018 è passato – ancora in prestito – all'HamKam. Il 19 agosto ha giocato la prima partita in squadra, in occasione della sconfitta per 1-0 subita contro il Nest-Sotra.
Il 16 agosto 2024 viene acquistato dal Darmstadt.

### Nazionale
Ha giocato nelle nazionali giovanili svedesi Under-17 ed Under-19.
Nel novembre 2024 viene convocato per la prima volta in nazionale maggiore, con cui esordisce il 19 dello stesso mese nel successo per 6-0 in Nations League contro l'Azerbaigian.

## Statistiche
Statistiche aggiornate al 12 settembre 2021.
| Stagione        | Squadra         | Campionato      | Campionato | Campionato | Coppe nazionali | Coppe nazionali | Coppe nazionali | Coppe continentali | Coppe continentali | Coppe continentali | Altre coppe | Altre coppe | Altre coppe | Totale | Totale |
| Stagione        | Squadra         | Comp            | Pres       | Reti       | Comp            | Pres            | Reti            | Comp               | Pres               | Reti               | Comp        | Pres        | Reti        | Pres   | Reti   |
| --------------- | --------------- | --------------- | ---------- | ---------- | --------------- | --------------- | --------------- | ------------------ | ------------------ | ------------------ | ----------- | ----------- | ----------- | ------ | ------ |
| 2015            | Hammarby        | A               | 2          | 0          | CS              | 0               | 0               |                    | -                  | -                  |             | -           | -           | 2      | 0      |
| 2016            | Hammarby        | A               | 5          | 0          | CS              | 0               | 0               |                    | -                  | -                  |             | -           | -           | 5      | 0      |
| 2016            | Enskede IK      | D1              | 14         | 6          | CS              | 0               | 0               |                    | -                  | -                  |             | -           | -           | 14     | 6      |
| 2017            | Åtvidaberg      | S1              | 22         | 5          | CS              | 1               | 1               |                    | -                  | -                  |             | -           | -           | 23     | 6      |
| mar.-ago. 2018  | Jerv            | 1D              | 11         | 1          | CN              | 0               | 0               |                    | -                  | -                  |             | -           | -           | 11     | 1      |
| ago.-dic. 2018  | HamKam          | 1D              | 5          | 0          | CN              | 0               | 0               |                    | -                  | -                  |             | -           | -           | 5      | 0      |
| 2019            | Brommapojkarna  | S1              | 18         | 3          | CS+CS           | 1+1             | 0               |                    | -                  | -                  |             | -           | -           | 20     | 3      |
| 2020            | Gefle           | E               | 25         | 19         | CS              | 0               | 0               |                    | -                  | -                  |             | -           | -           | 25     | 19     |
| 2021            | Gefle           | E               | 12         | 3          | CS              | 0               | 0               |                    | -                  | -                  |             | -           | -           | 12     | 3      |
| 2021-2022       | Go Ahead Eagles | ED              | 4          | 0          | CO              | 0               | 0               |                    | -                  | -                  |             | -           | -           | 4      | 0      |
| Totale carriera | Totale carriera | Totale carriera | 118        | 37         |                 | 3               | 1               |                    | -                  | -                  |             | -           | -           | 121    | 38     |

### Cronologia presenze e reti in nazionale
| Cronologia completa delle presenze e delle reti in nazionale ― Svezia | Cronologia completa delle presenze e delle reti in nazionale ― Svezia | Cronologia completa delle presenze e delle reti in nazionale ― Svezia | Cronologia completa delle presenze e delle reti in nazionale ― Svezia | Cronologia completa delle presenze e delle reti in nazionale ― Svezia | Cronologia completa delle presenze e delle reti in nazionale ― Svezia | Cronologia completa delle presenze e delle reti in nazionale ― Svezia | Cronologia completa delle presenze e delle reti in nazionale ― Svezia |
| Data                                                                  | Città                                                                 | In casa                                                               | Risultato                                                             | Ospiti                                                                | Competizione                                                          | Reti                                                                  | Note                                                                  |
| --------------------------------------------------------------------- | --------------------------------------------------------------------- | --------------------------------------------------------------------- | --------------------------------------------------------------------- | --------------------------------------------------------------------- | --------------------------------------------------------------------- | --------------------------------------------------------------------- | --------------------------------------------------------------------- |
| 19-11-2024                                                            | Solna                                                                 | Svezia                                                                | 6 – 0                                                                 | Azerbaigian                                                           | UEFA Nations League 2024-2025 - 1º turno                              | -                                                                     | 89’                                                                   |
| Totale                                                                |                                                                       | Presenze                                                              | 1                                                                     |                                                                       | Reti                                                                  | 0                                                                     |                                                                       |